# Bédouès-Cocurès
Bédouès-Cocurès község Franciaország Okcitánia régiójában, Lozère megyében. Új községként 2016. január 1-jén jött létre Bédouès és Cocurès korábbi községek egyesítésével.

## Népesség
| Lakosok száma | 471  | 461  | 451  | 451  | 446  | 448  |
|               | 2017 | 2018 | 2019 | 2020 | 2021 | 2022 |